# Båstad Kunstis
Båstad kunstis is een ijsbaan in Båstad in de gemeente Indre Østfold in de provincie Østfold in het zuiden van Noorwegen. De openlucht-kunstijsbaan is geopend in 1998 en ligt op 177 meter boven zeeniveau. Båstad kunstis heeft drie nationale juniorentoernooien mogen organiseren.

## Nationale kampioenschappen
- 2000 - NK sprint junioren
- 2002 - NK afstanden junioren
- 2010 - NK afstanden junioren

## Båstad Idrettslag
De vereniging Båstad Idrettslag maakt gebruik van het Båstad Kunstis. De volgende bekende schaatsers zijn (ex-)lid van de Båstad Idrettslag:
- Anja Kirkeby
- Frida van Megen
- Andreas Holmen Minge